# Grad Celsius

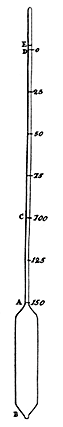
Anders Celsius egen illustration av den termometer han använde

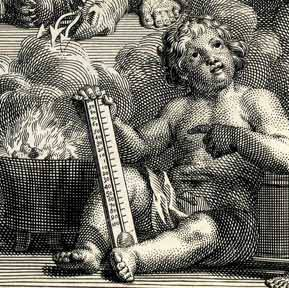
Detalj ur titelplansch i en bok av Carl von Linné (1738).

Grad Celsius (°C) är en enhet för temperatur som har fått sitt namn efter den svenske vetenskapsmannen och astronomen Anders Celsius, som tog fram en skala för temperaturmätning. 
Celsiusskalan är graderad i 100 skalstreck mellan vattnets fryspunkt (0 °C) och vattnets kokpunkt (100 °C). Dessa tillstånd har under senare tid reviderats och 0 °C definieras som den absoluta temperaturen 273,15 kelvin. Kelvinskalan använder samma delning som celsiusskalan men definierar nollan till absoluta nollpunkten. Andra temperaturer på skalan uttrycks i termer av temperaturskillnaden i grader Celsius mellan nollpunkten och den aktuella temperaturen.
Sambandet mellan temperatur uttryckt i grader Celsius och kelvin är tC = tK - 273,15 där tC är temperaturen i grader Celsius och tK är temperaturen i kelvin.

Länder som använder Celsius-skalan.
Länder som använder både Fahrenheit-skalan och Celsius-skalan.
Länder som använder Fahrenheit-skalan.

## Historia
Under termometerns tidigaste historia visste man inte hur den bäst skulle graderas. Fahrenheitskalan infördes 1724, Réaumurskalan 1731. Anders Celsius gjorde mätningar på olika orter och vid olika lufttryck och fann att vattnets kokpunkt och fryspunkt vid normalt lufttryck var lämpliga referenspunkter. Han sammanfattade sina resultat i uppsatsen Observationer om twänne beständiga Grader på en Thermometer i Kungliga Vetenskapsakademiens handlingar år 1742, två år före sin död.
Celsius delade in området i 100 grader och satte 0 °C vid kokpunkten och 100 °C vid fryspunkten. Skalan vändes efter hans död, så att 0 °C sattes vid vattnets smältpunkt. En tidig användare av termometrar var Carl von Linné. I uppsatsen Hortus Upsaliensis (16 december 1745) anger han temperaturer i den vända Celsiusskalan. Eventuellt var det på Linnés initiativ som skalan vändes.
År 1967 definierade CGPM Celsius-skalan med hjälp av enheten kelvin, som är SI-enheten för temperatur. Det innebar att (exakt) 0,01 °C motsvarade temperaturen vid rent vattens trippelpunkt, det vill säga när balans råder mellan tre aggregationsformer: fast  (is), flytande  och gas (ånga). Den 20 maj 2019 definierades kelvin utifrån Boltzmanns konstant istället för med trippelpunkten, vilket innebär att trippelpunkten inte längre ligger exakt (men mycket nära) 0,01 °C.